# Hemithyrsocera limbata
Hemithyrsocera limbata är en kackerlacksart som först beskrevs av Bei-Bienko 1969.  Hemithyrsocera limbata ingår i släktet Hemithyrsocera och familjen småkackerlackor. Inga underarter finns listade i Catalogue of Life.